# Канава (Ульяновск)
Канава — исчезнувшая слобода Заволжского района города Ульяновск Ульяновской области, существовавшая до 1955 года. Затоплена Куйбышевским водохранилищем.

## География

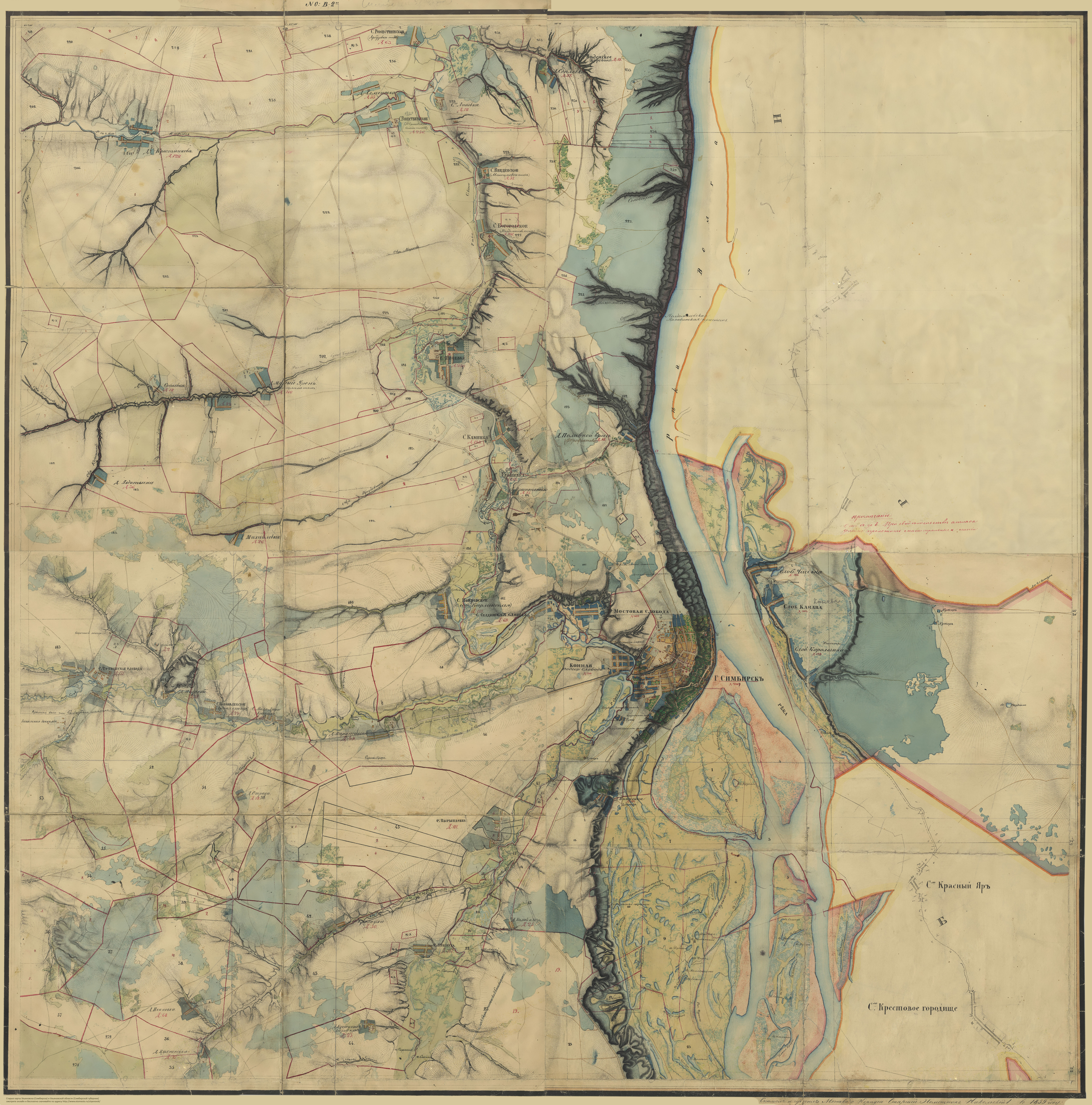
Карта 1859 года А. И. Менде, с указанием заволжских слобод.

Слобода находилась напротив Ульяновска, на левом берегу реки Волга, между слободами Королёвка и Нижняя Часовня.

## Название
Название «Канава» слобода получила из-за длинной, большой канавы, проходившей между Королёвкой и Канавой, разделявшей их.

## История
Первая дата, касающаяся слободы и отражённая в архивных документах — это 1794 год, когда был составлен план луговой стороны Волги вместе с заволжскими слободами и комментарии к нему. В состав города она вошла несколько позже, в начале 1800-х годов.
Жители, несмотря на принадлежность к мещанству, занимались на арендуемой у города земли преимущественно сельским хозяйством — садоводством, огородничеством и отчасти хлебопашеством. Продажа яблок, ягод, овощей и других продуктов являлась главным источником доходов. Позже, когда в 1868 году, напротив слободы, на острове Телячем, был прокопан Часовенный проран и была открыта пристань — перевозом людей и скотины. С конца XIX века жители в основном занимались ремеслом, торговлей и земледелием, а с ноября 1900 года, с постройкой ж/д платформы «Часовня-Пристань» — грузчиками.
В начале 1850-х годах из слободы, мелкопоместный дворянин Иван Канищев, переселил своих крестьян в Канишевский выселок (ныне Кремёнские Выселки), где они построили улицу Канава.
До 1849 года слобода Канава относилась к приходу Смоленской церкви, находившейся на правом берегу, в Подгорье. В 1849 году была построена часовня, а в 1854 году, на средства прихожан и других жертвователей, при заботах священника Дмитрия Михайловского, была построена каменная Казанская церковь. В 1857 году, на правой стороне трапезы, был устроен тёплый придел во имя Святителя и Чудотворца Николая, а в 1859 году был устроен придел на левой стороне трапезы с престолом во имя св. великомученика Димитрия Мироточивого. В 1881 году храм был сделан весь тёплым, а приделы в трапезе упразднены, поэтому в храме стал один престол — в честь Казанской иконы Божьей Матери. Служители в новый храм были переведены из Преображенского храма на территории Подгорья, упразднённого в 1852 году. Также из него доставили иконостас и утварь. До 1909 года в приход Казанской церкви входили все Заволжские слободы и деревня Петровка, а когда с 1909 года в Часовне стала действовать Никольская церковь, то прихожане Часовни и Петровки стали ходить в него. 

Карта Симбирска, 1917 г.

В 1861 году на средства, изысканные священником Михайловским, при храме построили училище, в советское время — школа № 34.

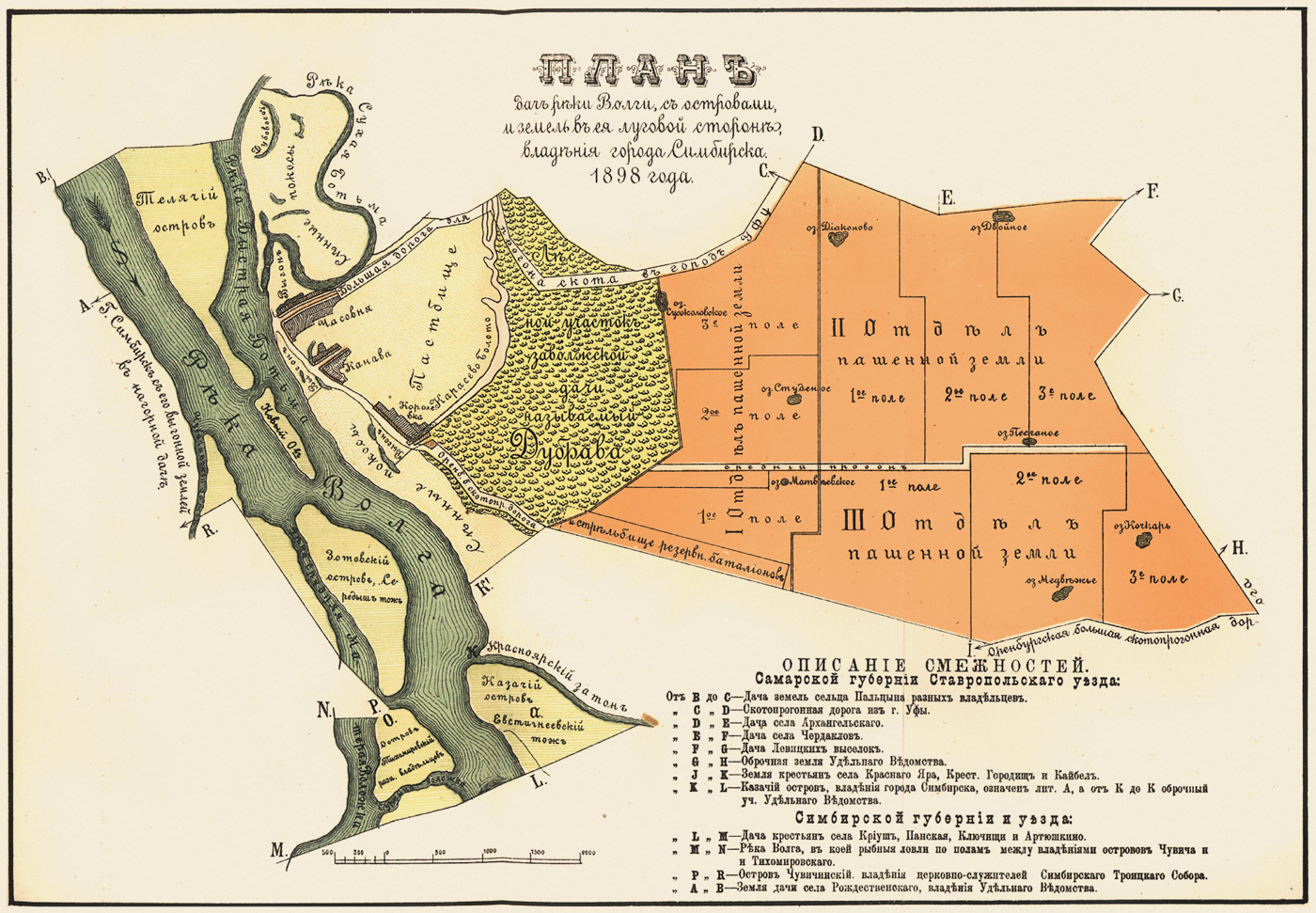
План дач реки Волги, с островами и земель в её луговой стороне, владения г. Симбирска 1898 год.

В 1890 году, в слободе Канаве было построено каменное здание пожарного лабаза, надстроив над лабазом второй этаж, с квартирами помощнику пристава и управляющему заволжскими городскими землями.
В 1900 году, напротив слободы, на берегу Волги, была открыта ж/д станция «Часовня-Пристань» Мелекесской железной дороги, а с ноября 1900 года от станции до Мелекесса стал ходить товарный поезд. В 1907 году было образовано акционерное общество «Волго-Бугульминская железная дорога» с администрацией в Симбирске, подъездной путь продлили до Бузулука и в 1914 году соединили с Самаро-Златоустовской железной дорогой.
К июлю 1917 года на северной окраине слободы заработал 3-й государственный патронный завод, ныне Ульяновский патронный завод, и начал строиться рабочий посёлок.
В сентябре 1918 года на территории слободы проходили боевые действия Гражданской войны.
В 1920 году был создан Заволжский поселковый Совет. В состав Совета вошли посёлок Верхняя Часовня, посёлок Карасёвка,  Заволжский рабочий посёлок и три слободы: Королёвка, Канава и Нижняя Часовня.
В 1930 году развернулась масштабная кампания по закрытию Казанской церкви. После его закрытия Казанский храм превратили в межрайонный клуб «Аврора», позже к нему добавили кинотеатр и переименовали в «Ударник» (неофициальное название — «Фергано»).
В 1931 году образовывался колхоз, который стал называться имени Володарского.
3 января 1935 года из Заволжского посёлка был образован Заволжский район.
25 февраля 1942 года Заволжский район был переименован в Володарский.
В 1950 году на Волге начали строить Куйбышевскую ГЭС. Территория слободы должна была стать дном Куйбышевского водохранилища, поэтому слобода с затопляемой зоны была переселена на новое место. В 1952—1955 годах, часть жителей слободы работавшие в колхозе, перенесена выше, на территорию своих полей, в посёлок Колхозный. Жители, работавшие на заводе, были переселены на новую площадку рабочего посёлка Верхняя Часовня, а также в северную часть города, на проспект Нариманова.

## Население
- В 1794 году в Канаве числилось 49 дворов и 330 жителя[13].
- На 1859 год в слободе было: 104 двора, в которых жило: 272 м. п. и 322 ж. п.[16]
- В 1866 году в Канаве был 71 двор и проживало 612 человек[13].
- На 1897 год — 179 двора: 486 м. п. и 524 ж. п.; имеется церковь и школа[17]
- На 1900 год — 537 м. п. и 586 ж. п. (1123)[8];
- На 1913 год — 216 дворов и 1344 (630 м. и 714 ж.) жителей, имелась: церковь, школа и больница[18].

## Известные уроженцы
- Иоаким (Благовидов) (в миру — Благовидов Яков Алексеевич) — епископ Русской православной церкви, архиепископ Ульяновский[19].

## Галерея

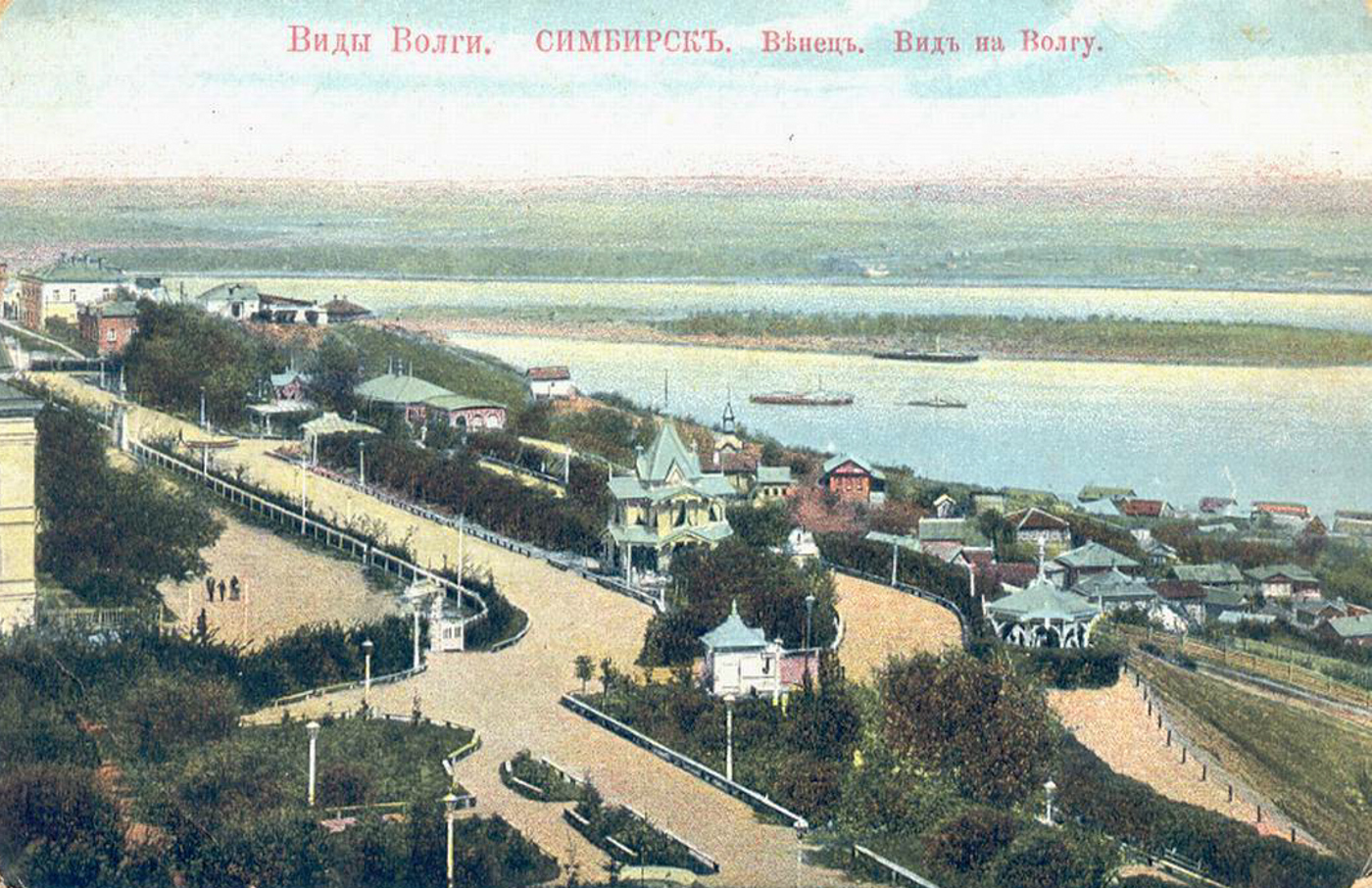
Вид на Волгу и Заволжские слободы (открытка 1917).
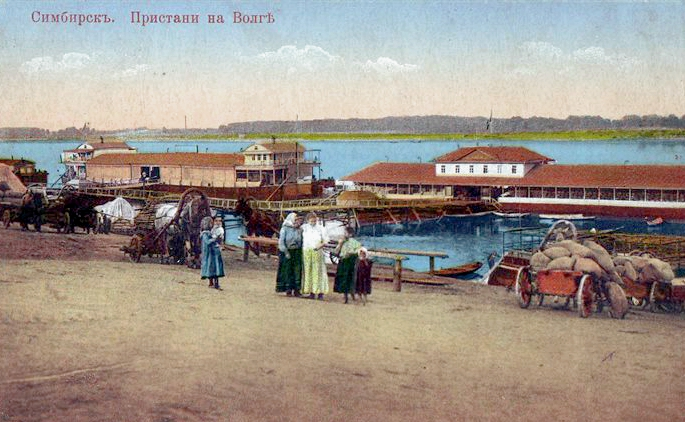
Пристани на Волге. Вдали левый берег.
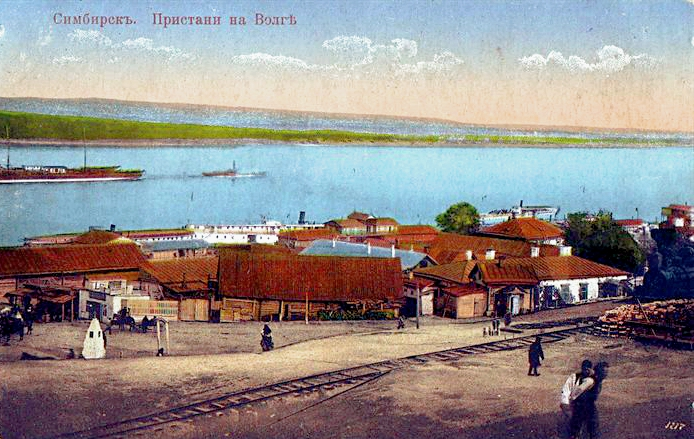
Пристани на Волге. Вдали левый берег.
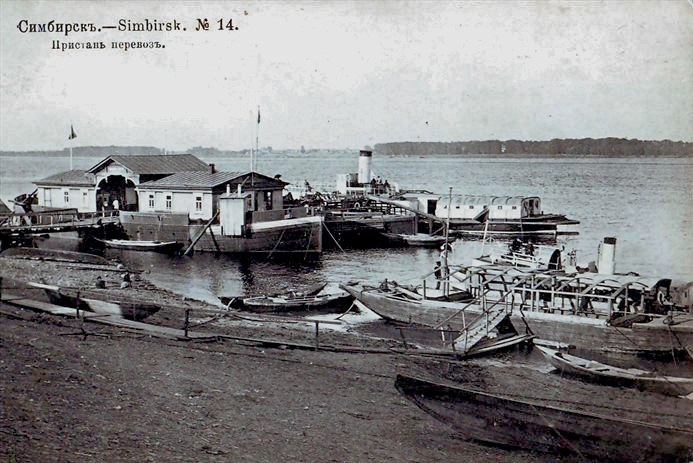
Пристани на Волге. Вдали левый берег.
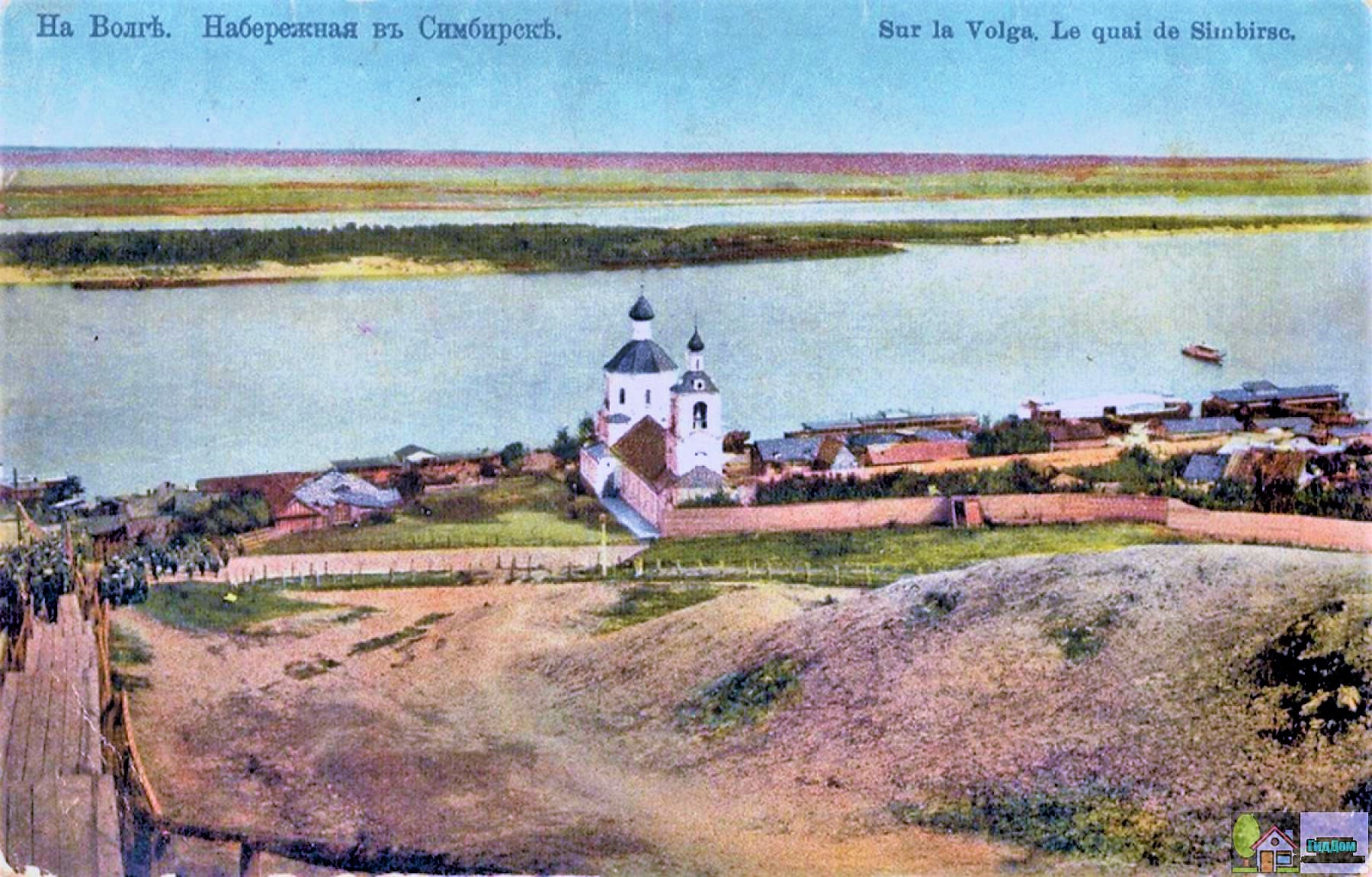
Смоленский спуск. Смоленская церковь. Вдали левый берег.
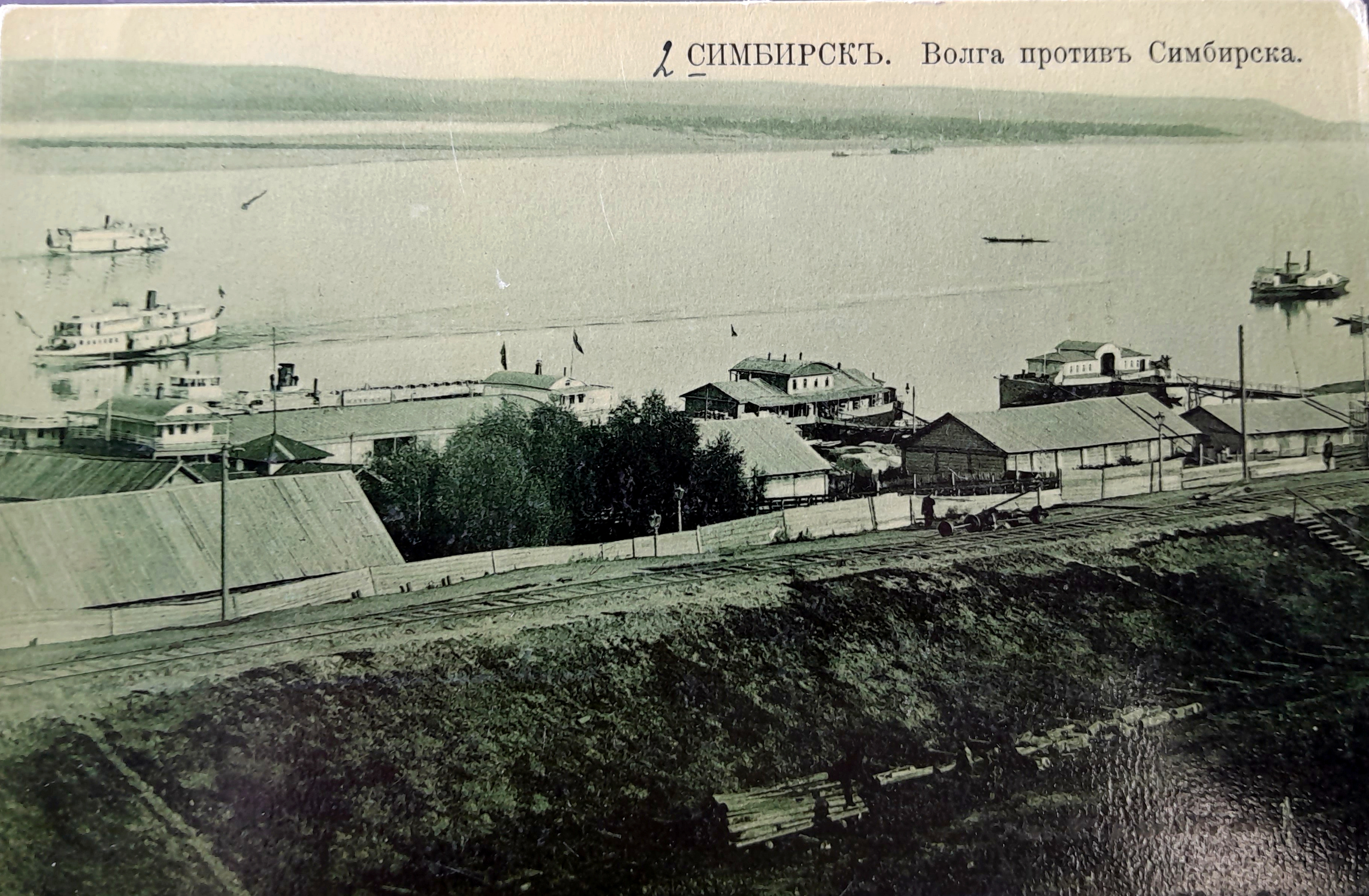
Волга напротив Симбирска.